# Gene Amdahl
Eugene Myron Amdahl (Flandreau, Dakota del Sur, 16 de noviembre de 1922-Palo Alto, California, 10 de noviembre de 2015) estadounidense de origen noruego, arquitecto computacional y una de las personalidades más importantes y excéntricas en la historia de la informática y la computación. Fundó cuatro compañías tecnológicas en diferentes ámbitos, la mayoría de las cuales, se fundaron con el objetivo de competir con otras compañías donde él mismo había trabajado o incluso creado anteriormente, y que ya había abandonado. Un ejemplo de esto es la famosa empresa informática IBM que sigue en auge actualmente, y que abandonó para hacerle la competencia.

## Biografía

### Juventud y educación
Amdahl nació en Dakota del Sur en 1922. Se crio en una granja y recibió su educación primaria en una escuela rural que constaba de una única aula hasta el curso de octavo grado. En 1948 se licenció en ingeniería física en la Universidad del Estado de Dakota del Sur tras haber experimentado de primera mano con la electrónica en la marina durante la Segunda Guerra Mundial. Continuó su formación en la Universidad de Wisconsin-Madison, en la cual obtuvo un título de máster y el doctorado en física teórica en 1952. Su tesis doctoral trató sobre la construcción de su primera computadora, WISC (Computadora Integralmente Sincronizada de Wisconsin).

### Vida laboral
Posteriormente Eugene Amdahl fue contratado por la compañía IBM, para trabajar en el desarrollo de potentes procesadores hasta el año 1956, cuando decidió abandonar la compañía por estar descontento y no soportar el sistema burocrático presente en IBM.
En una entrevista en 1989 conducida por Arturo Norberg para el instituto de Charles Babbage, Gene Amdahl señaló:

Fue por la manera en que la estructura empresarial estaba organizada, yo era simplemente como una pieza encajada en su lugar.

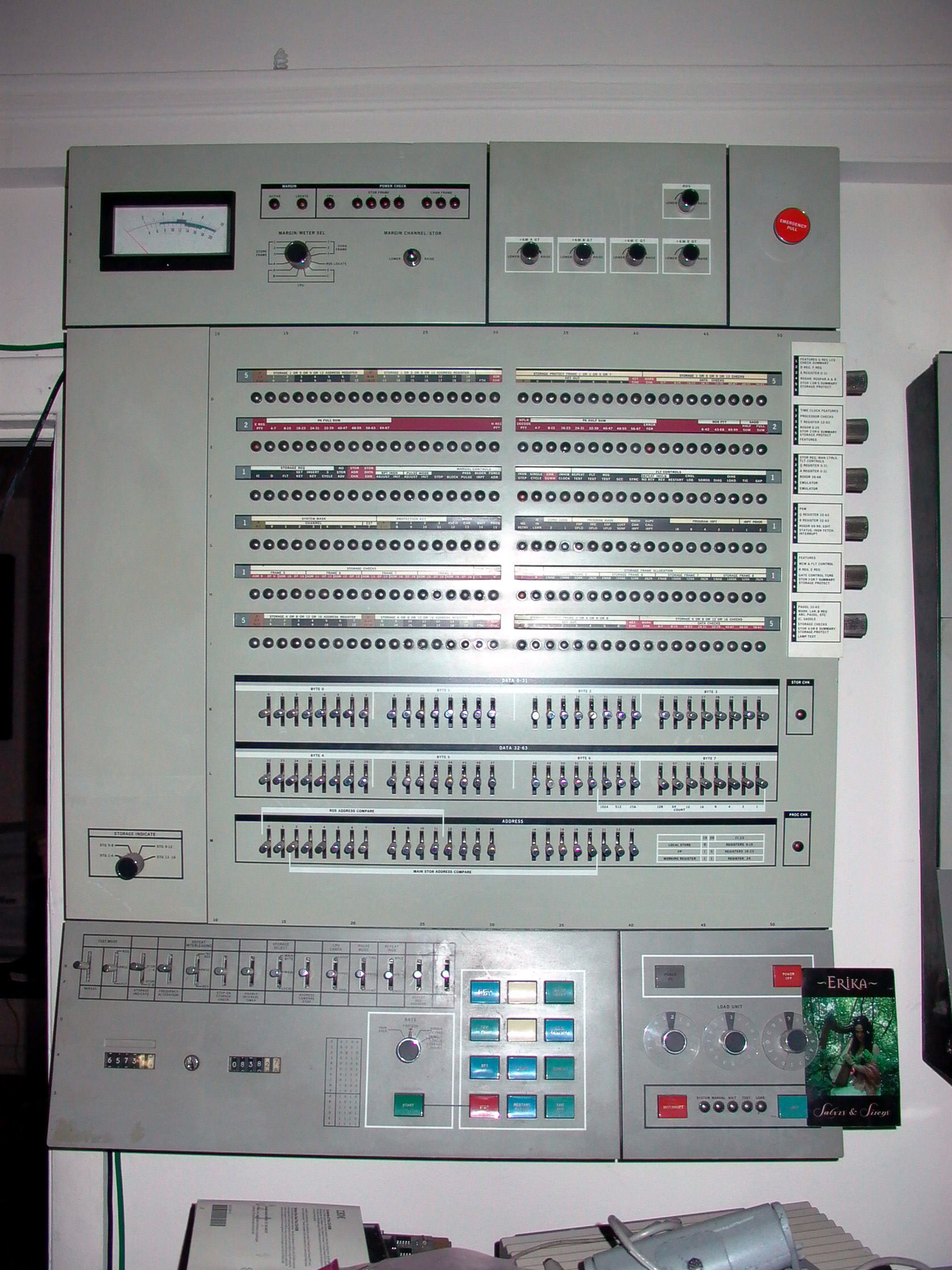
IBM System/360.

A Eugene Ahmdahl, le molestó la poca importancia que tenía el trato humano en esta empresa. A pesar de todo, Amdahl fue tentado por suculentas ofertas y condiciones de trabajo por parte de IBM en repetidas ocasiones hasta que finalmente decidió marcharse para volver, sin embargo, en 1960, fue puesto en un alto cargo, director del laboratorio avanzado de los sistemas de cálculo de IBM, y fue entonces, cuando él y su equipo comenzaron a trabajar en el IBM System/360, que consiguió convertirse en el sistema más vendido de su tiempo cosechando unos resultados financieros sin ningún tipo de precedentes para IBM durante los años 60. Uno de los principales motivos del éxito de las ventas fue el utilizar sistemas de enchufe y de interconexiones estandardizados, una característica en la cual Amdahl insistió mucho y que, más tarde, tendría enormes repercusiones.
Solamente con lo conseguido en IBM, ya sería Amdahl merecedor de ser considerado toda una personalidad dentro del mundo computacional, pero sus mayores logros se darían en 1970, cuando abandonó IBM para competir directamente con esta compañía fundando su propia empresa. Fue entonces cuando creó Amdahl Corporation y en 1975, la compañía creó su primer PCM para máquinas IBM (un chip compatible e interconectable a otros dispositivos), el Amdahl 470 V/6. Bajo este sistema podría funcionar cualquier software diseñado para máquinas de IBM y, además, también era compatible con hardware adicional, sin embargo lo vendió por un precio bajo para su valor y no logró sacarle el beneficio que podría haberle supuesto su creación. Los productos de Amdahl tenían un enorme éxito, y forzaron a IBM a tener que invertir más dinero en investigación y desarrollo para poder ser más competitivos y conseguir mantener su cuota de mercado.
Amdahl abandonó su propia compañía en 1980 para fundar Trilogy Systems, una compañía centrada en diseñar ordenadores de alta capacidad que estaban dotados de un alcance de procesamiento mucho mayor que cualquier producto ofrecido por IBM o Amdahl Corp hasta el momento. Al mismo tiempo, los ordenadores comenzaron a utilizar varios procesadores y chips para desempeñar muy diversas funciones y esto se extendió a todos los sistemas en desarrollo por aquella época. Amdahl deseó integrarlos todos en un solo chip que se pudiera fabricar de forma barata y eficiente. Desafortunadamente, la madre naturaleza desbarató su plan cuando la lluvia penetró en la nueva planta de investigación y desarrollo de su fábrica recién creada y destruyó las versiones iniciales de sus chips.
Amdahl, en un intento de salvar la compañía, decidió comprar al fabricante de computadores, Elxsi, para poder utilizar sus fábricas y seguir con la producción de chips, pero, a pesar de sus esfuerzos, Trilogy nunca conseguiría alcanzar el éxito del que Amdahl Corp. gozaba en aquellos tiempos.
La siguiente compañía fallida de Amdahl sería Andor international, fundada en 1987 para crear pequeños y baratos microchips para poder competir con productos similares a los desarrollados entonces por IBM. Andor también sufrió dificultades inesperadas en la fabricación, IBM consiguió vencer a esta compañía al conseguir dominar por un significativo margen el mercado de los microchips. Por este motivo, Andor se arruinó en 1994, el mismo año en que Amdahl fundó su cuarta compañía, Comercial Data Servers, otro fabricante de microchips, en el que estaría inmerso hasta el año 1999.

## Reconocimientos
Amdahl recibió el premio memorial de Harry M. Goode de la sociedad de la computación en 1983 por sus "contribuciones excepcionales al diseño, aplicación, y fabricación de computadoras de alto rendimiento a gran escala." Le concedieron el honor de unirse a los premiados por la ACM/IEEEcon el premio Eckert-Mauchly en 1987 "por las innovaciones excepcionales en arquitectura del computador, incluyendo procesamiento de tuberías, memoria caché y look-ahead," y también un premio al empresario emprendedor del computador del IEEE en 1989 "en reconocimiento por sus esfuerzos emprendedores en el desarrollo de una industria fuerte y competitiva de procesadores a gran escala."
La revista Computerworld lo nombró una de 25 personas que cambiaron el mundo en un artículo en 1992. Él es un miembro del IEEE, academia nacional de miembros de la ingeniería, y un distinguido miembro de la Sociedad Británica de Computación.
Además, este hombre, también es conocido por la ley de Amdahl, creada en 1967, que es una fórmula que él utilizaba para probar que, más allá de cierto punto, el hecho de agregar más procesadores a un sistema de procesamiento paralelo no produce una mejora significativa de la velocidad.